# Molalidade
Molalidade ou concentração molal é a relação entre o número de mol do soluto ({\displaystyle n_{1}}) e a massa do solvente ({\displaystyle m_{2}}), em quilogramas (kg) (não pode ser expressa em outra unidade).
Sendo:
{\displaystyle M} = molalidade ou concentração molal
{\displaystyle n_{1}} = número de mols do soluto
{\displaystyle m_{2}} = massa do solvente em quilogramas.
A unidade mol/kg é usualmente denotada pela palavra "molal" (exemplo: 0,5 mol/kg ou 0,5 molal).
Não deve ser confundida com molaridade, que é a relação entre o número de mols do soluto e o volume total da solução, geralmente expressa em mols por litro (mol/L).

## Exemplo de cálculo
Uma solução é preparada dissolvendo-se 4,25g de NaNO3 em 2000g de água.Qual será a molalidade da solução? 
Reunindo os dados, e chamando de {\displaystyle m_{1}} a massa do soluto e {\displaystyle Mol} a massa molar do soluto, temos que:
{\displaystyle m_{1}=4,25g} ; {\displaystyle m_{2}=2000g=2kg}
A massa molar do NaNO3 é soma das massas molares dos elementos, ou seja: {\displaystyle Mol=23+14+16+16+16=85\quad g/mol\quad ou\quad 85g\quad mol^{-1}}
A partir daí, podemos calcular então o número de mol do soluto: 
{\displaystyle n_{1}={\frac {m_{1}}{Mol}}={\frac {4,25\quad g}{85g\quad mol^{-1}}}=0,050\quad mol}
Aplicando a fórmula da molalidade, temos:
{\displaystyle M={\frac {0,050\quad mol}{2\quad kg}}={\frac {0,025\quad mol}{kg}}=0,025\quad mol/kg}